# Ujście
Ujście is een stad in het Poolse woiwodschap Groot-Polen, gelegen in de powiat Pilski. De oppervlakte bedraagt 5,78 km², het inwonertal 3888 (2005).